# Sangróniz
Sangróniz(en euskera: Sangroiz o Zangroiz) es una entidad de población española del municipio de Sondica, perteneciente a la provincia de Vizcaya, en la comunidad autónoma del País Vasco.

## Toponimia
El lugar puede aparecer referido con las grafías «Zangroiz» y «Sangróniz».

## Historia
Hacia mediados del siglo XIX, el lugar, ya por entonces perteneciente a Sondica, tenía contabilizada una población de 170 habitantes. Aparece descrito en el decimotercer volumen del Diccionario geográfico-estadístico-histórico de España y sus posesiones de Ultramar de Pascual Madoz con las siguientes palabras:

SANGRONIZ: barrio en la prov. de Vizcaya, part. jud. de Bilbao, térm. jurisd. de Sondica: 26 casas, 34 vec., 170 almas.
(Madoz, 1849, p. 734)

En 2023, la entidad singular de población tenía empadronados 118 habitantes.

## Comunicaciones
Ferrocarriles
El apeadero de Sangróniz, perteneciente a la línea-lanzadera E3a de Euskotren Trena, se sitúa junto al polígono industrial de Sangróniz.